# Sauvetrea laevilabris
Sauvetrea laevilabris är en orkidéart som först beskrevs av John Lindley, och fick sitt nu gällande namn av Mario Alberto Blanco. Sauvetrea laevilabris ingår i släktet Sauvetrea och familjen orkidéer. Inga underarter finns listade i Catalogue of Life.